# ボーヴェス
ボーヴェス（イタリア語: Boves）は、イタリア共和国ピエモンテ州クーネオ県にある、人口約9,700人の基礎自治体（コムーネ）。

## 地理

### 位置・広がり

#### 隣接コムーネ
隣接するコムーネは以下の通り。
- ボルゴ・サン・ダルマッツォ
- クーネオ
- リモーネ・ピエモンテ
- ペヴェラーニョ
- ロビランテ
- ロッカヴィオーネ
- ヴェルナンテ

## 歴史
第二次世界大戦におけるイタリア降伏（1943年9月8日）後、ドイツ軍は北イタリアを占領した（アシェ作戦）。こうした状況下の9月19日、村はドイツ第1SS装甲師団所属部隊（ヨアヒム・パイパー指揮下の大隊）による砲撃を受け、23人の村人が殺害された（ボーヴェスの虐殺）。イタリア本土でドイツ軍が起こした最初の民間人虐殺事件とされる。戦後、パイパーは訴追されるが、訴因の中にはボーヴェスでの民間人殺害が含まれる。

## 行政

### 分離集落
ボーヴェスには、以下の分離集落（フラツィオーネ）がある。
- Castellar, Cerati, Fontanelle, Madonna dei Boschi, Mellana, Rivoira, Rosbella, San Giacomo, San Mauro, Sant'Anna

## 姉妹都市
- カステッロ・ディ・ゴーデゴ、イタリア
- Mauguio、フランス